# Plitviška jezera
Plitviška jezera so narodni park v Liki na Hrvaškem.
Narodni park Plitviška jezera (hrvaško Nacionalni park Plitvička jezera) se razprostira med bukovimi gozdovi in zavzema površino 192 km². Šestnajst jezer v modrozelenih pastelnih barvah, v katerih se zrcalijo gosti gozdovi na obronkih Male Kapele in Plješivice, se v slapovih zliva drugo v drugo in tvori povezano celoto. Delijo se na gornja jezera (Prošćansko jezero, Ciganovac, Okrugljak, Batinovac, Veliko jezero, Malo jezero, Vir, Golovac, Milino jezero, Jezerce, Burgeti in Kozjak) in na spodnja jezera (Milanovac, Gavanovac, Kuleđerovac in Novakovića Brod). Najvišje je Prošćansko jezero (na višini 639 mnm), najnižje pa Novakovića Brod (503 mnm). Od najvišje ležečega jezera, ki dobiva vodo iz Bijele in Crne rijeke, se vrstijo jezera različnih velikosti, globin, barv in oblik. Ko pa se vode najnižje ležečega jezera, Novaković Broda, ki padajo okrog 30 m globoko, pričnejo stekati z vodami Plitviškega potoka, ki pada v slapu okoli 78 m globoko, nastane tok reke Korane. Jezera povezujejo steze in poti, kar obiskovalcem omogoča, da se lahko docela spoznajo in uživajo v lepoti in miru tega prekrasnega naravnega pojava.
Gornja jezera so med seboj ločena z dolomitnimi pregradami, ki z ustvarjanjem vedno novih plasti lehnjaka rastejo v višino. Lehnjak nastaja prav na mestih, kjer voda pada v nižje jezero.Spodnja jezera pa so nastala s porušitvijo svodov v podzemnih jamah, skozi katere se je pretakala voda gornjih jezer. Danes je v stenah ob jezerih 14 podzemnih jam v apnenčastih stenah in 6 jam v stenah iz lehnjaka.
Podnebje je gorsko, s povprečno letno temperaturo 8,3–10,2 °C in letnim iznosom 1220–1400 mm padavin. Temperatura vode v Prošćanskem jezeru se poleti povzpne do 23 °C. Pozimi je dosti snežnih padavin, jezera so pozimi zaledenela.
| Jezero            | Nadmorska višina (m) | Površina (ha) | Globina (m) | Skupina        |
| ----------------- | -------------------- | ------------- | ----------- | -------------- |
| Prošćansko jezero | 636                  | 68,0          | 37          | Zgornja jezera |
| Ciginovac         | 625                  | 7,5           | 11          | Zgornja jezera |
| Okrugljak         | 613                  | 4,1           | 15          | Zgornja jezera |
| Batinovac         | 610                  | 1,5           | 6           | Zgornja jezera |
| Veliko jezero     | 607                  | 1,5           | 8           | Zgornja jezera |
| Malo jezero       | 605                  | 2,0           | 10          | Zgornja jezera |
| Vir               | 599                  | 0,6           | 5           | Zgornja jezera |
| Galovac           | 585                  | 12,5          | 25          | Zgornja jezera |
| Milino jezero     | 576                  | 1,0           | 1           | Zgornja jezera |
| Gradinsko jezero  | 553                  | 8,1           | 10          | Zgornja jezera |
| Burgeti           | 545                  | 0,1           | 2           | Zgornja jezera |
| Kozjak            | 535                  | 81,5          | 47          | Zgornja jezera |
| Milanovac         | 523                  | 3,2           | 19          | Spodnja jezera |
| Gavanovac         | 519                  | 1,0           | 10          | Spodnja jezera |
| Kaluđerovac       | 505                  | 2,1           | 13          | Spodnja jezera |
| Novakovića Brod   | 503                  | 0,4           | 5           | Spodnja jezera |
| Plitviška jezera  |                      | 217,0         |             |                |

## Turizem
Prvi resni začetki turizma v Plitviških jezerih segajo v leto 1861. Takrat so častniki Vojne krajine zgradili prvo turistično hišo (t. i."cesarsko hišo") s tremi sobami na Veliki poljani. Plitviška jezera je leta 1894 obiskalo 1000 turistov in popotnikov. Hotel z 28 sobami je bil zgrajen leta 1896. Leta 1922 je število sob naraslo na 250. Velik vpliv na turizem je imela tudi gradnja Liške železniške proge leta 1927. Leta 1937 je bilo 668 bivalnih prostorov in 24.000 nočitev, od tega 18.000 domačih in 6000 tujih turistov. Hotel je leta 1938 v požaru zgorel. 
V drugi svetovni vojni je bilo uničeno skoraj vse, kar je bilo do tedaj zgrajeno. Po drugi svetovni vojni so zgradili hotel "Jezero" s 500 ležišči, turistično naselje Medvedjak, restavracijo »Lička kuća« s tradicionalnimi jedmi in edinstveno arhitekturo, zgradili pa so tudi stanovanjsko naselje Mukinje z vrtcem in knjižnico za osebje. Zgrajena je bila tudi državna cesta od Zagreba do Splita, ki poteka skozi Plitviška jezera. Zgrajeni so bili plinovodi in daljnovodi, urejene pohodniške poti, uveden promet manjših ladij in nadaljevanje znanstvenih raziskav. Leta 1971 je bilo v narodnem parku okoli 1000 postelj, v njegovi neposredni bližini pa okoli 200. Zgrajeno je bilo tudi kamp območje z okoli 15.500 nastanitvami v šotorih. 
Z umestitvijo Plitviških jezer med Unescovo svetovno dediščino se nadaljuje razvoj hitrega turizma v narodnem parku, ki je svoj vrhunec doživel v predvojnih časih. Med hrvaško vojno za samostojnost so bila Plitviška jezera okupirana in posledično brez turistične dejavnosti. Šele po operaciji Nevihta in osvoboditvi so Plitviška jezera ponovno doživela pravi razcvet po številu obiskovalcev, kakršnega so dosegala v letih pred vojno.

## Legenda
Plitviška jezera sestavlja 16 jezer, ki ležijo na območju med Malo Kapelo in Plješivico v Liki. Celotno območje se zaradi svoje lege in zgodovine na nekaterih zemljevidih še vedno imenuje Vražji vrt. Kot pripoveduje legenda, so Plitviška jezera nastala šele po veliki suši. Ljudje, živali in rastline so hrepeneli po kapljici vode. Ljudje so molili in molili. Nato se je v dolini pojavila Črna kraljica s svojim veličastnim spremstvom in se usmilila prebivalstva. S pomočjo močnega vetra in grmenja je na zemljo končno padel dež. Deževalo je tako dolgo, dokler nivo vode ni narasel dovolj visoko, da so nastala jezera.